# Georgie Torres
George Torres Dougherty (Nueva York, Nueva York, 21 de septiembre de 1957) es un exjugador de baloncesto con doble nacionalidad estadounidense y puertorriqueño. Con 1,97 metros de estatura, jugaba en la posición de base. 

## Trayectoria
George es el máximo anotador en la historia del BSN con 15,863 puntos en 26 temporadas. Ganó dos campeonatos con los Vaqueros de Bayamón y uno con los Cangrejeros de Santurce, siendo también elegido el jugador más valioso en 3 ocasiones. A nivel profesional jugó en la CBA donde tuvo éxito y más adelante en Brasil y México. 
Con Puerto Rico Torres fue crucial en la década del 70 y al principio de los 80. Al saltar al baloncesto profesional no pudo jugar con Puerto Rico el resto de la década. Regresó para el Mundial del 1990 donde el el equipo borícua terminó cuarto. Luego ganó oro en el Preolímpico del 1995 y participó en las Olimpiadas de Atlanta en el 1996, cuando contaba con 39 años.

## Participaciones en competiciones internacionales

### Mundiales
- Filipinas 1978 10/14
- Argentina 1990 4/16

### Juegos olímpicos
- Atlanta 1996 10/12